# Хангу (округ)
Хангу (урду ضلع ہنگو‎, англ. Hangu District) — один из 25 округов пакистанской провинции Хайбер-Пахтунхва.

## Административно-территориальное устройство
В округе Хангу — 1 техсил и 17 союзных советов.

## Население
Согласно переписи населения 1998 года, в округе Хангу проживает 314 529  человек. Из них 64 217 человек (или 20.42 %) проживают в городах, а 250 312 человек (или 79.58 %) постоянно живут в сельской местности. В 1981 году в округе проживало 182 474 человек.